# Filosofia di Unix

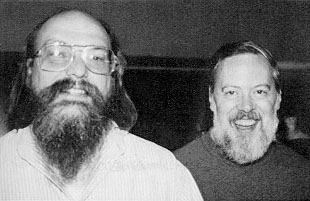
Ken Thompson e Dennis Ritchie, inventori della filosofia di Unix

La filosofia di Unix (in inglese: Unix philosophy) è una metodologia di sviluppo del software proposta nel 1969 da Ken Thompson e adottata dagli sviluppatori del sistema operativo Unix e da alcuni sistemi Unix-like.
Nonostante le diverse formulazione fornite nel corso degli anni, tra gli altri, da Douglas McIlroy, Rob Pike ed Eric Steven Raymond, è brevemente riassunta dalla massima:
(Peter H. Salus, A Quarter Century of Unix)
La frase, che suggerisce l'adozione della programmazione modulare e l'utilizzo dei canali standard per la comunicazione tra processi, trae spunto dall'elenco di caratteristiche stilate da McIlroy, inventore delle pipe, e altri. Lo stesso McIlroy attribuisce a Brian Kernighan la diffusione della filosofia, anche grazie allo sviluppo di linguaggi come awk. Mike Gancarz sintetizza la filosofia di Unix in 9 principi, citando tra i pilastri la portabilità e l'importanza dei filtri.
La filosofia di Unix è citata da Patrick Volkerding come una delle radici del progetto Slackware, per differenziarsi dalle altre distribuzioni.